# Nhà thờ San Andrés (El Ciego)
Nhà thờ San Andrés (Tiếng Tây Ban Nha: Iglesia de San Andrés) là một nhà thờ nằm ở Elciego, Tây Ban Nha. Nó được công nhận là Bien de Interés Cultural năm 1984.